# Райсборо, Андреа
А́ндреа Луи́з Ра́йсборо (англ. Andrea Louise Riseborough; род. 20 ноября 1981, Уоллсенд, Англия, Великобритания) — британская актриса. Номинантка на премию «Оскар» (2023) за роль в фильме «Ради Лесли».

## Биография
Андреа Луиз Райсборо родилась в 1981 году в Уоллсенде. Она выросла в Уитли-Бей. В 2005 году окончила Королевскую академию драматического искусства.
Начала кинокарьеру в 2005 году, дебютировав в телевизионном сериале «Доктор Мартин» (2005), затем была роль в картине «Венера» (2006). В 2009 году Райсборо была номинирована на премию «BAFTA TV Award» за роль в фильме «Маргарет Тэтчер: Долгий путь к Финчли» (ТВ, 2008).
Среди заметных работ актрисы в кино — роли в фильмах «Фокусники» (2007), «Беззаботная» (2008), «Не отпускай меня» (2010), «Сделано в Дагенхэме» (2010), «Брайтонский леденец» (2010), «МЫ. Верим в любовь» (2011), «Сопротивление» (2011) и другие. Актриса много снимается в сериалах на ТВ. В фильме «Обливион» (2013) её партнером на съёмочной площадке стал Том Круз.
Важной вехой в творчестве актрисы стала главная роль в эпизоде телесериала-антологии «Чёрное зеркало» «Крокодил» — это третий эпизод четвёртого сезона сериала. Несмотря на смешанные отзывы, критики высоко оценили съёмки исландских пейзажей, а также актёрскую игру Райсборо и Савар.
В 2015 году актрису можно было увидеть в чёрной комедии Алехандро Г. Иньярриту «Бёрдмэн», а в 2016 году — в психологическом триллере «Под покровом ночи» и сериале «Родословная». В 2017 году Райсборо сыграла в драматической комедии «Битва полов», а также исполнила роль Светланы Сталиной в политико-сатирической картине «Смерть Сталина».
В период с 2019 по 2020 год актриса сыграла в трёх фильмах: в драме «Реальная любовь в Нью-Йорке» и хоррорах «Проклятие» и «В чужой шкуре». В 2021 году снялась в биографической ленте «Кошачьи миры Луиса Уэйна».

## Фильмография
| Год       |     | Русское название                      | Оригинальное название             | Роль                              |
| --------- | --- | ------------------------------------- | --------------------------------- | --------------------------------- |
| 2005      | тф  | Очень общительный секретарь           | A Very Social Secretary           | Аманда                            |
| 2005      | тф  | Что бы ни значила любовь              | Whatever Love Means               | Анна Уоллас                       |
| 2005      | с   | Доктор Мартин                         | Doc Martin                        | Саманта                           |
| 2006      | ф   | Венера                                | Venus                             | любительница исторических фильмов |
| 2006      | тф  | Секретная жизнь миссис Битон          | The Secret Life of Mrs. Beeton    | Мира                              |
| 2007      | с   | Дикая вечеринка                       | Party Animals                     | Кирсти Маккензи                   |
| 2007      | ф   | Фокусники                             | Magicians                         | Дени                              |
| 2008      | кор | Люблю тебя сильнее                    | Love You More                     | Джорджия                          |
| 2008      | ф   | Беззаботная                           | Happy-Go-Lucky                    | Дон                               |
| 2008      | с   | Быть человеком                        | Being Human                       | Энни Сойер                        |
| 2008      | тф  | Маргарет Тэтчер: Долгий путь к Финчли | The Long Walk to Finchley         | Маргарет Тэтчер                   |
| 2008      | с   | Любовница Дьявола: Унесенные страстью | The Devil’s Whore                 | Анжелика Фэншоу                   |
| 2009      | ф   | Безумный, грустный и плохой           | Mad Sad & Bad                     | Джулия                            |
| 2010      | ф   | Не отпускай меня                      | Never Let Me Go                   | Крисси                            |
| 2010      | ф   | Сделано в Дагенхэме                   | Made in Dagenham                  | Бренда                            |
| 2010      | ф   | Брайтонский леденец                   | Brighton Rock                     | Роуз                              |
| 2011      | ф   | МЫ. Верим в любовь                    | W.E.                              | Уоллис Симпсон                    |
| 2011      | ф   | Сопротивление                         | Resistance                        | Сара Льюис                        |
| 2012      | ф   | Тайный игрок                          | Shadow Dancer                     | Колетт Маквей                     |
| 2012      | ф   | Связи нет                             | Disconnect                        | Нина Данем                        |
| 2013      | ф   | Добро пожаловать в капкан             | Welcome to the Punch              | Сара Хоукс                        |
| 2013      | ф   | Обливион                              | Oblivion                          | Виктория Олсен                    |
| 2014      | ф   | Бёрдмэн                               | Birdman                           | Лора Олберн                       |
| 2014      | ф   | Тихий шторм                           | The Silent Storm                  | Эйслин                            |
| 2014      | тф  | Деньги                                | The Money                         | Анна Элкин                        |
| 2015      | кор | Этот пёс                              | That Dog                          | Стейси                            |
| 2015      | ф   | Затаившись                            | Hidden                            | Клэр                              |
| 2016      | ф   | Пастыри и палачи                      | Shepherds and Butchers            | Кейтлин Маре                      |
| 2016      | с   | Родословная                           | Bloodline                         | Эванджелин                        |
| 2016      | ф   | Под покровом ночи                     | Nocturnal Animals                 | Алессия Холт                      |
| 2016      | ф   | Майндхорн                             | Mindhorn                          | детектив-сержант Элена Бейтс      |
| 2016      | с   | Сокровище нации                       | National Treasure                 | Ди                                |
| 2016      | с   | Свидетель обвинения                   | The Witness for the Prosecution   | Ромейн Хейлгер                    |
| 2017      | ф   | Битва полов                           | Battle of the Sexes               | Мэрилин Барнетт                   |
| 2017      | ф   | Смерть Сталина                        | The Death of Stalin               | Светлана                          |
| 2017      | с   | Чёрное зеркало                        | Black Mirror                      | Миа Нолан                         |
| 2018      | ф   | Мэнди                                 | Mandy                             | Мэнди Блум                        |
| 2018      | ф   | Нэнси                                 | Nancy                             | Нэнси Фримен                      |
| 2018      | ф   | Бердэн                                | Burden                            | Джуди                             |
| 2018      | с   | Трагедия в Уэйко                      | Waco                              | Джуди Шнайдер                     |
| 2019      | ф   | Реальная любовь в Нью-Йорке           | The Kindness of Strangers         | Элис                              |
| 2019—2020 | с   | НольНольНоль                          | ZeroZeroZero                      | Эмма Линвуд                       |
| 2020      | ф   | Проклятие                             | The Grudge                        | детектив Малдун                   |
| 2020      | ф   | В чужой шкуре                         | Possessor                         | Тася Вос                          |
| 2020      | ф   | Луксор                                | Luxor                             | Хана                              |
| 2020      | с   | —                                     | Dirty Diana                       | Жасмин                            |
| 2020      | кор | —                                     | Actress                           | актриса                           |
| 2021      | ф   | —                                     | Here Before                       | Лора                              |
| 2021      | ф   | Кошачьи миры Луиса Уэйна              | The Electrical Life of Louis Wain | Кэролайн Уэйн                     |
| 2022      | ф   | Матильда                              | Matilda                           | Миссис Вормвуд                    |
| 2022      | ф   | Ради Лесли                            | To Leslie                         | Лесли                             |
| 2022      | ф   | Амстердам                             | Amsterdam                         | Беатрис Ванденхёвель              |
| 2023      | ф   | Великая                               | Lee                               | Одри Уизерс                       |